# Brégnier-Cordon
Brégnier-Cordon es una comuna francesa situada en el departamento de Ain, de la región de Auvernia-Ródano-Alpes.

## Geografía
La comuna agrupa a varias aldeas, de las que las principales son Brégnier, La Bruyère, Glandieu y Cordon. La iglesia y el ayuntamiento se encuentran en Brégnier. 

## Demografía
| 582 | 502 | 442 | 502 | 511 | 566 | 659 | 865 | 836 |
| Para los censos de 1962 a 1999 la población legal corresponde a la población sin duplicidades (Fuente: INSEE [Consultar]) |     |     |     |     |     |     |     |     |

## Imágenes

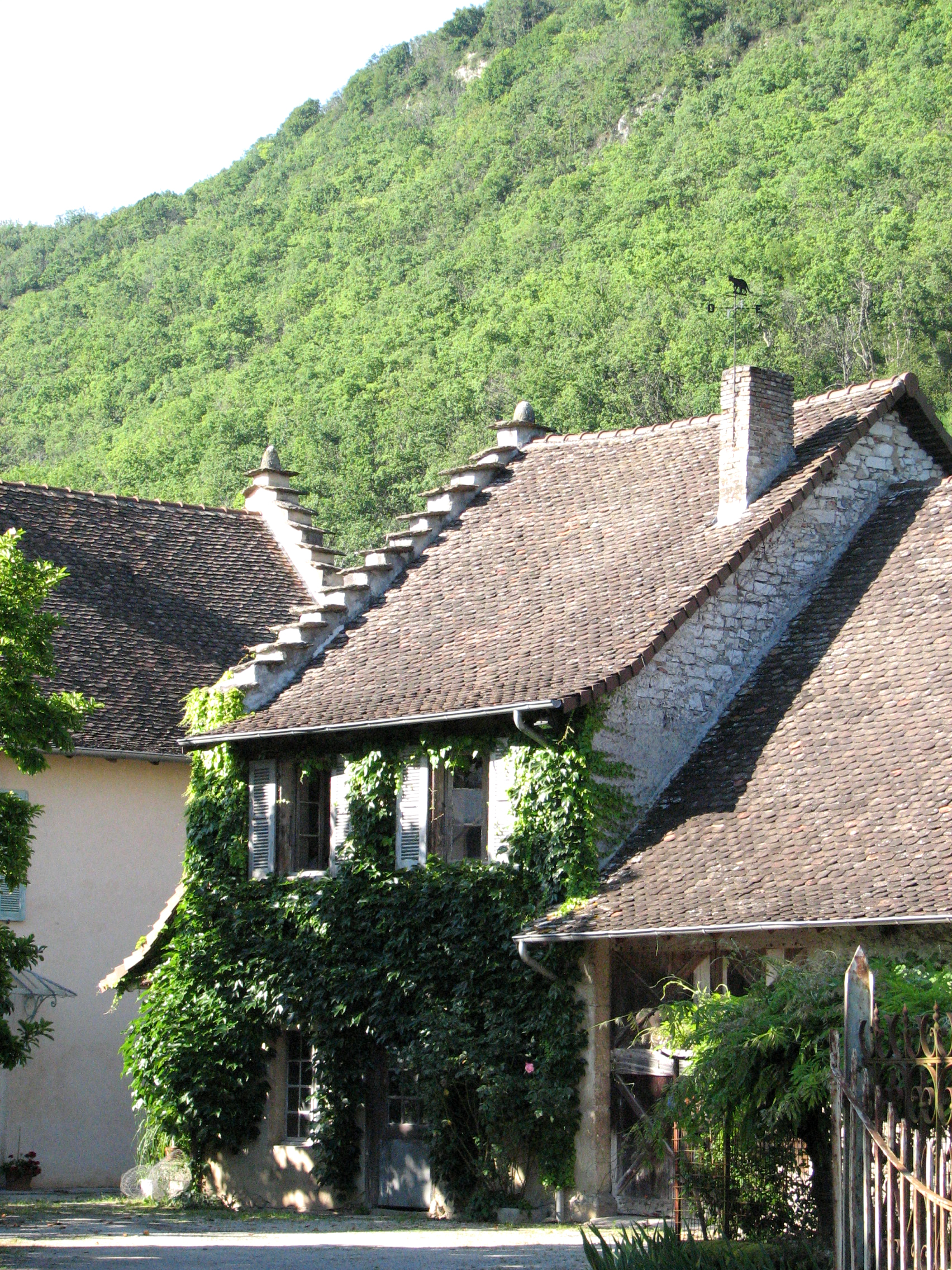
Casa típica.
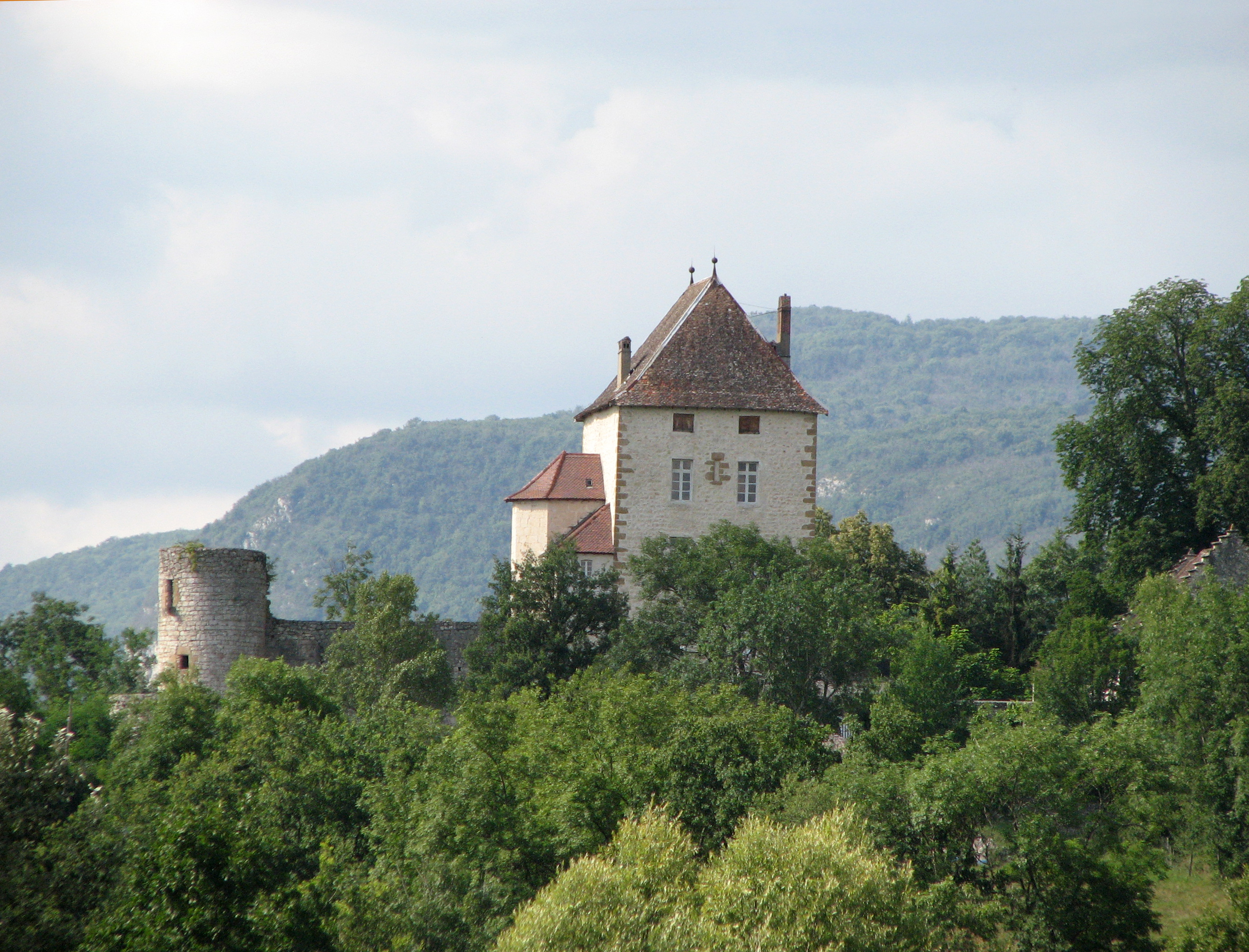
Castillo de la Barre.
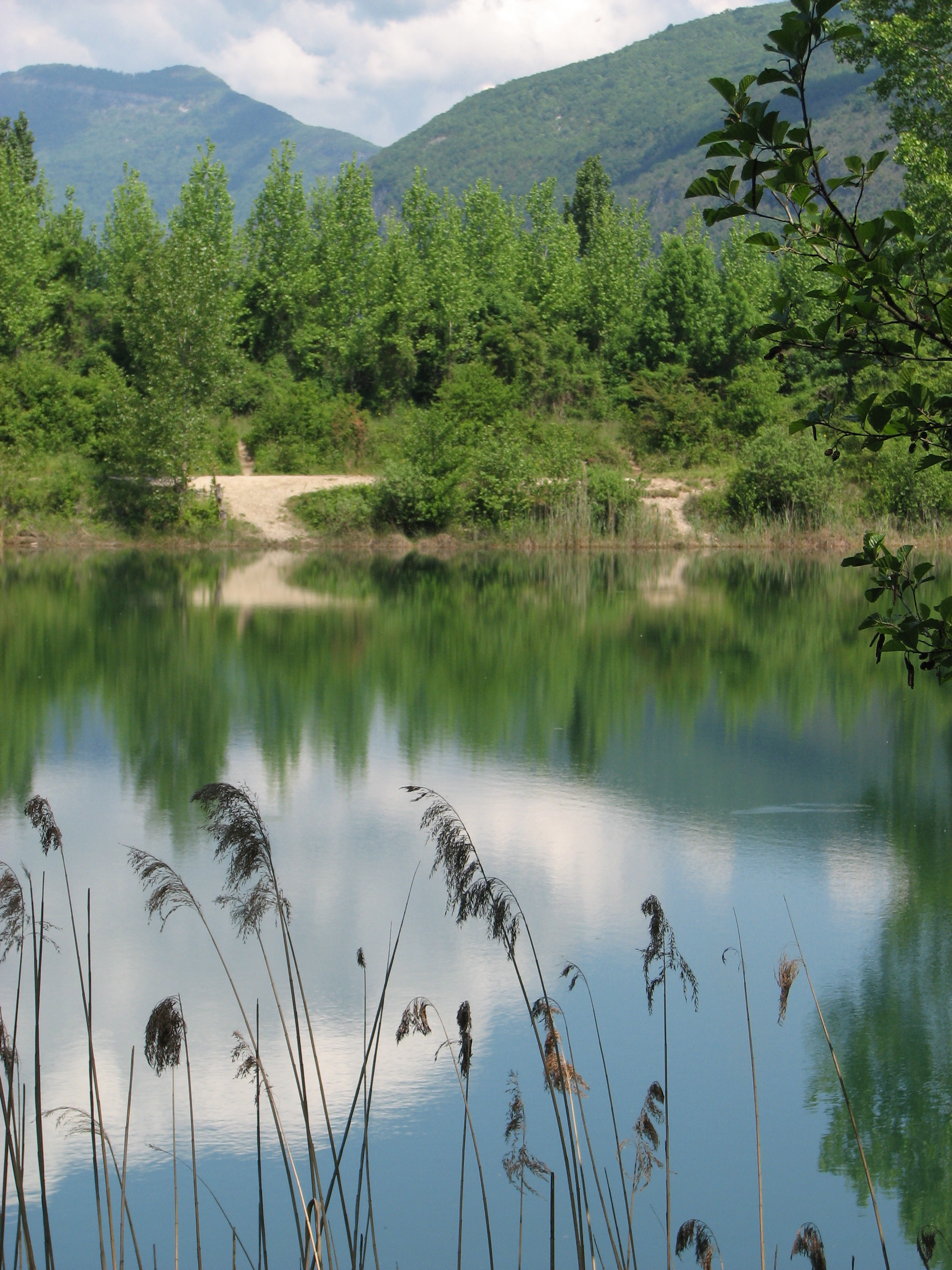
Lago Glandieu.
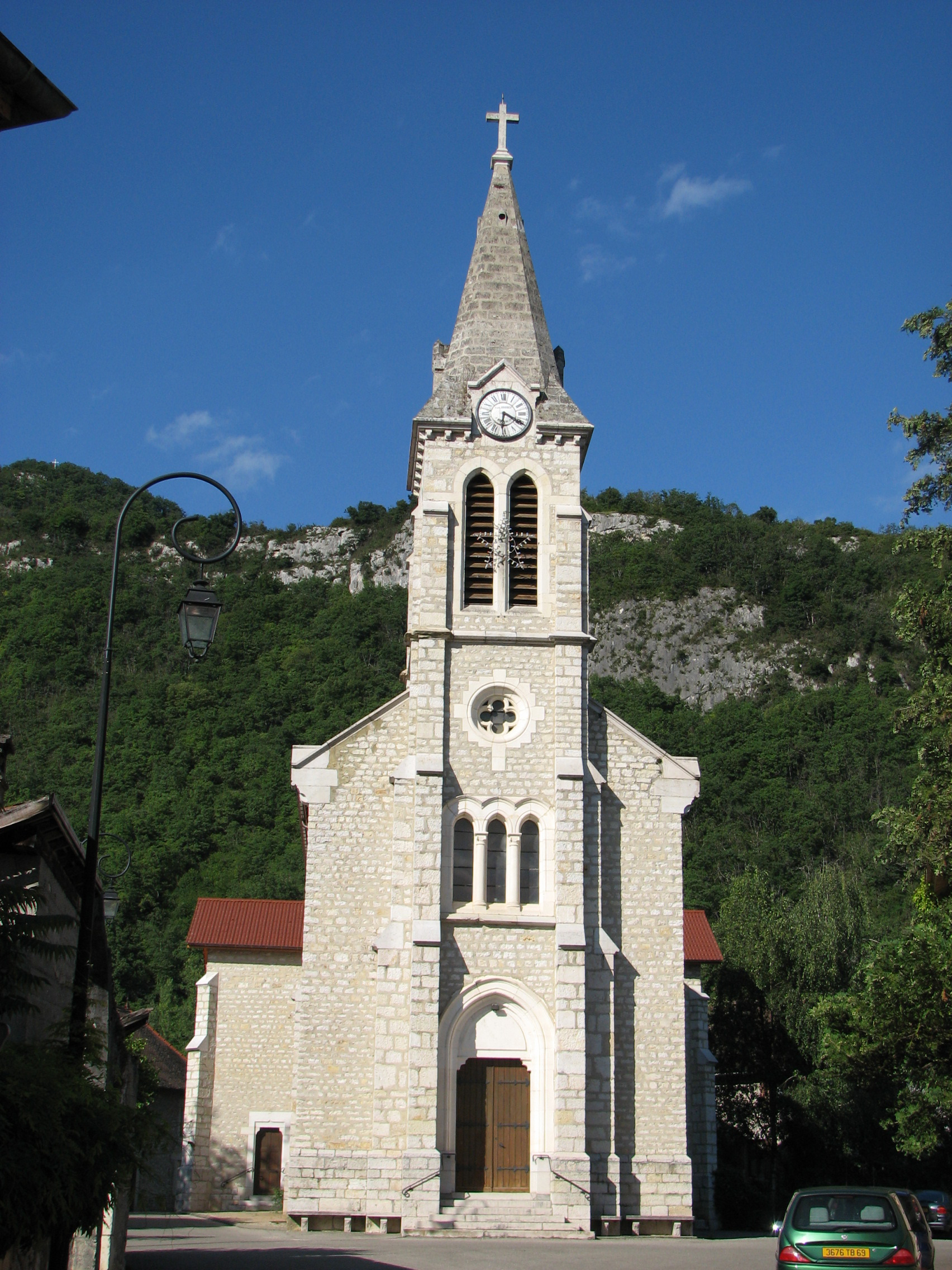
Iglesia.